# Bohdan Debenko
Bohdan Fedorowycz Debenko, ukr. Богдан Федорович Дебенко, ros. Богдан Фёдорович Дебенко, Bogdan Fiodorowicz Diebienko (ur. 10 lipca 1960 we wsi Wołczyniec pod Stanisławowem; zm. 15 kwietnia 1997 w Iwano-Frankiwsku) – ukraiński piłkarz, grający na pozycji napastnika, trener piłkarski.

## Kariera piłkarska

### Kariera klubowa
Wychowanek Szkoły Sportowej nr 2 w Iwano-Frankiwsku, gdzie zwrócił uwagę trenera Dmytra Dzembriwskiego. Z jego pomocą młody napastnik dostał się do Internatu Sportowego w Charkowie. W 1976 karierę piłkarską rozpoczął w Łokomotywie Iwano-Frankiwsk. W kwietniu 1977 został zaproszony do głównej drużyny obwodowej Spartak Iwano-Frankiwsk. Po trzech sezonach w Spartaku piłkarz zgodził się na propozycję Jurija Szulatyckiego przejścia do Łokomotywu Iwano-Frankiwsk (nawiasem mówiąc, napastnik w 1979 i 1982 zdobywał mistrzostwo obwodu z Łokomotywem). W 1982 roku wstąpił na wydział Wychowania Fizycznego Instytutu Pedagogicznego w Tarnopolu. Podczas studiów bronił barw studenckiego zespołu Burewisnyk Tarnopol, zdobywając z nim mistrzostwo Ukrainy wśród uczelni wyższych w 1982 roku. Potem była służba w wojsku, a po zwolnieniu po raz kolejny wrócił do rodzimego klubu, który już nazywał się Prykarpattia. 23-letni napastnik niemal natychmiast zajął miejsce w podstawowej jedenastce, przez sześć lat nosił na koszulce ulubioną „dziewiątkę”. W latach 1983–1988 rozegrał w klubie ponad 150 meczów, mając na swoim koncie 35 bramek. Czytelnicy regionalnej gazety młodzieżowej wielokrotnie wybierali go na gracza miesiąca. W ciągu dwóch sezonów (1985 i 1986) zdobył tytuł króla strzelców drużyny - odpowiednio 14 i 10 bramek. W 1987 roku zdobył brązowy medal mistrzostw Ukraińskiej SRR wśród klubów radzieckiej drugiej ligi.
Po odejściu z Prykarpattia piłkarz postanowił spróbować swoich sił jako trener, zastosować w praktyce wiedzę zdobytą w instytucie pedagogicznym oraz doświadczenie zdobyte podczas występów na wysokim poziomie. W 1988 grał i trenował amatorski zespół Majak Bohorodczany. Po krótkim pobycie w jednym z lokalnych zespołów, trener Jurij Diaczuk-Stawycki zaprosił piłkarza do świeżo odrodzonych lwowskich Karpat. Po sezonie we Lwowie z przyczyn rodzinnych powrócił do rodzinnego Iwano-Frankowska. Rodzina, pomimo niesamowitej miłości do piłki nożnej, zawsze była na pierwszym miejscu dla gracza. W 1989 roku jego żona urodziła drugiego syna, a wychowywanie dwóch małych dzieci dla samotnej żony było niezwykle trudne. Potem jeszcze przez dwa lata piłkarz występował w drużynach amatorskich Krystał Czortków i Maszynobudiwnyk Iwano-Frankiwsk, po czym zakończył karierę piłkarską.

### Kariera reprezentacyjna
Występował w młodzieżowej reprezentacji Ukraińskiej SRR, w składzie której został brązowym medalistą mistrzostw Centralnego Zarządu Dobrowolnego Towarzystwa Sportowego „Spartak” w 1977 roku.

## Kariera trenerska
Po zakończeniu kariery zawodniczej rozpoczął pracę szkoleniową. Najpierw pracował w Wyższej Szkole Profesjonalnej nr 21, w której szkolił specjalne grupy piłkarskie. Wraz z drużyną młodzieżową Awtoływmasz Iwano-Frankiwsk wielokrotnie zdobywał tytuł mistrza obwodu. Potwierdził swój wysoki poziom zawodowy dzięki udanej pracy z reprezentacją obwodu iwanofrankowskiego.
Wśród jego uczniów jako trenera są m.in. Ihor Hohil, Dmytro Humeniak, R. Jusypiw, Wołodymyr Łarin, B. Pawluk, Ołeh Rypan, I. Slusar, Roman Szajban, Bohdan Szpyrka, Ju. Tepczuk, I. Zeleniuk.
Jeszcze grając w Tarnopolu zranił kręgi szyjne. Uraz spowodował ciężką chorobę, z którą nie poradzili sobie ani ukraińscy ani zagraniczne lekarze. Zmarł 15 kwietnia 1997 roku w wieku 36 lat. Został pochowany w podmiejskim cmentarzu w Wołczyńcu.
Od 2012 roku organizowany jest Memoriał Bohdana Debenki wśród drużyn juniorskich.

## Sukcesy

### Sukcesy klubowe
Prykarpattia Iwano-Frankiwsk
- brązowy medalista Wtoroj ligi ZSRR: 1987

### Sukcesy reprezentacyjne
- brązowy medalista mistrzostw Centralnego Zarządu Dobrowolnego Towarzystwa Sportowego „Spartak”: 1977

### Sukcesy trenerskie
Awtoływmasz Iwano-Frankiwsk
- wielokrotny mistrz obwodu iwanofrankowskiego.

### Sukcesy indywidualne
- król strzelców Prykarpattia Iwano-Frankiwsk: 1985 (14 goli), 1986 (10 goli)
- wielokrotny laureat nagrody dla najlepszego piłkarza miesiąca.